# Dresdner Amen

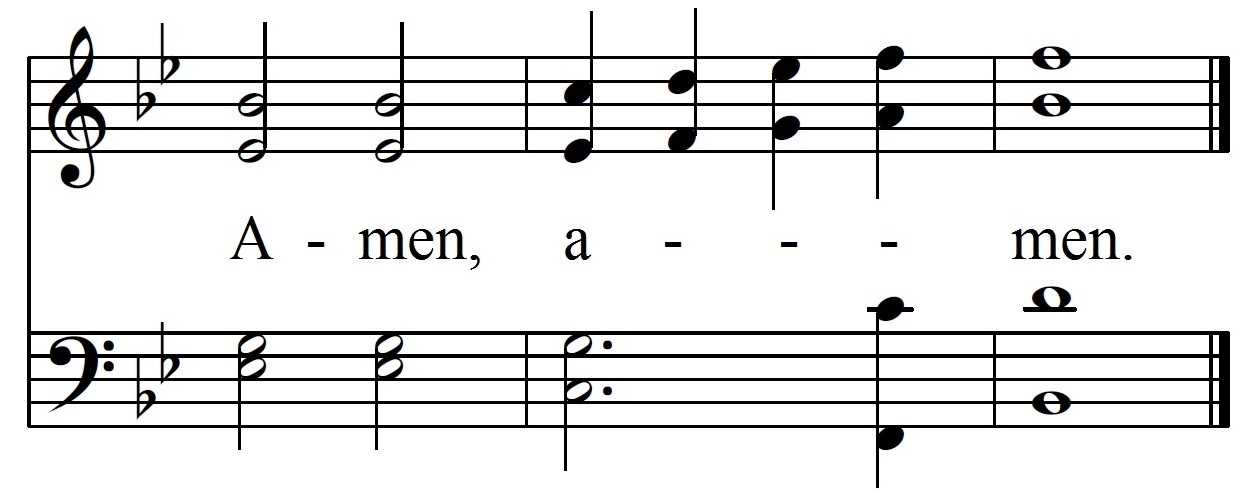
Dresdner Amen
rahmenlos

Das Dresdner Amen ist eine vierstimmige liturgische Chor-Akklamation aus dem 18. Jahrhundert, die im 19. Jahrhundert in bedeutenden Musikwerken der Romantik als religiöse Assoziationen hervorrufende Formel verwendet wurde.

## Herkunft
Das Dresdner Amen wurde seit der zweiten Hälfte des 18. Jahrhunderts in der Messliturgie der Katholischen Hofkirche in Dresden gesungen. Der Chor antwortete so, stellvertretend für die anwesende Gemeinde, mit dem Amen, aber auch mit „et cum spiritu tuo“ und „Deo gratias“. Als Komponist gilt Johann Gottlieb Naumann, der ab 1764 den Titel Kirchencompositeur am Dresdner Hof innehatte.

## Eigenart
Die Melodie steigt in schlichter diatonischer Linie um eine Quinte auf, beginnend auf der Quintstufe des Ausgangsakkords und endend auf der Quintstufe des Zielakkords. Dabei wird eine Modulation um eine Stufe des Quintenzirkels aufwärts vollzogen. Diese einfachen Mittel erzeugen eine einprägsame musikalische Geste von „Erhebung“.

## Liturgische Rezeption
Die Liturgie des königlich-kurfürstlichen Hofs war eine Attraktion für Dresdenbesucher aller Konfessionen, und das prägnante Amen wurde rasch in den lutherischen Kirchen der Stadt und des Landes heimisch, wobei seine „katholische“ Herkunft in Vergessenheit geriet.

## Verwendung in der Kunstmusik
So erlangte das Dresdner Amen als musikalisches Motiv für die Musik des 19. Jahrhunderts große Bedeutung. Unter anderem wurde es von Felix Mendelssohn Bartholdy im Kopfsatz seiner Reformations-Sinfonie, von Gustav Mahler im Schlusssatz seiner 1. Sinfonie und von Louis Spohr in der Sonate für Violine und Klavier (op. 96) verwendet. Auch Anton Bruckner verarbeitete es in verschiedenen Motetten, im Finale seiner 5. Sinfonie und als zentrales Thema des dritten Satzes seiner 9. Sinfonie.
Besonders intensiven Gebrauch machte Richard Wagner von diesem musikalischen Fragment, das er als Knabe im Gottesdienst der Dresdner Kreuzkirche kennengelernt hatte. Er zitiert es im Liebesverbot, im Tannhäuser und vor allem im Parsifal, wo es als Grals-Leitmotiv erklingt.